# Скупник, Хуберт
Хуберт Скупник (пол. Hubert Skupnik, род. 27 августа 1940 года, Миколув, ум. 8 ноября 2021 года, Краков) — польский футболист и тренер.

## Карьера
Воспитанник AKS Миколув. В 1960 перешёл играть в лодзинский «Орёл», а ещё через год в варшавский «Лётчик». В 1963 году футболиста из низшей лиги пригласила краковская «Висла», игравшая тогда в Лиге I (высшей).
В Висле футболист отличился в первый раз уже в своём втором матче, забив гол жешувской «Стали» в поражении 1:2 в матче 15 тура сезона 1962/63. В сезоне 1963/64 он стал лучшим ассистентом клуба, что не спасло команду от вылета в Лигу II впервые в истории. В матчах II лиги Скупник сыграл в 27 из 30 матчей первого и единственного в истории «Вислы» сезона за пределами Высшей лиги. Он же забил первый на этом уровне гол «Вислы» в истории, забив в ворота «Катовице» на 82 минуте в матче 1 тура. В финальном матче на Кубок Польши сезона 1966/1967 с «Ракув (Ченстохова)» забил на 112 минуте дополнительного времени решающий гол, позволив «Висле» выиграть кубок. Забил 2 мяча в ворота финского клуба ХИК в первом участии «Вислы» в европейских кубках, в розыгрыше Кубка обладателей кубков 1967/1968. В сезоне 1969/1970 был лучшим бомбардиром клуба. С клубом дважды входил в число победителей Кубка Интертото (1969 и 1970).
Всего за «Вислу» сыграл 274 раза, из них 236 раз полный матч, 34 раза был заменён и 4 раза выходил на замену. Забил 28 голов. 204 матча и 16 голов в Лиге I, 27 матчей и 4 гола в Лиге II, 22 матча и 3 гола в Кубке Польши, 18 матчей и 3 гола в Кубке Интертото, 3 матча и 2 гола в Кубке обладателей кубков.
В 1973 году на несколько лет уехал во Францию. Французский Амьен вывел из Третьего дивизиона в Лигу II. За 64 матча в течение двух сезонов в футболке Амьена забил 9 голов (из них 30 матчей и 5 голов в Лиге II и 2 матча в Кубке Франции). После ещё одного сезона в Третьем дивизионе за команду из города Арк, вернулся в Польшу. Сыграв один сезон за любительскую команду, закончил карьеру игрока.
Работал в «Висле» тренером юниоров и юношей.

## Достижения
Висла (Краков)
- Победитель Лиги IIː 1964/1965.
- Вице-чемпион Польшиː 1965/1966.
- Обладатель Кубка Польшиː 1966/1967.
- Победа на групповом этапе (единственная стадия) Кубка Интертото: 1969, 1970.

Амьен
- Победитель Третьего дивизиона Франции: 1974/1975